# 2-clorobenzoato 1,2-diossigenasi
La 2-clorobenzoato 1,2-diossigenasi è un enzima appartenente alla classe delle ossidoreduttasi, che catalizza la seguente reazione:
2-clorobenzoato + NADH + H+ + O2 ⇄ catecolo + cloruro + NAD+ + CO2
L'enzima richiede Fe2+.